# Vlado Jarc
Vlado Jarc, slovenski novinar in urednik, * 23. avgust 1918, Ljubljana, † 26. junij 1984, Ljubljana. 

## Življenjepis
Jarc se je izučil za ročnega stavca. Leta 1947 je v Beogradu obiskoval šolo za sindikalne delavce ter 1968 ob delu končal Fakulteto za družbene vede v Ljubljani. Z novinarstvom se je začel ukvarjati pri časopisu Delavska enotnost (1952 - 1959), nato je bil pri Delu novinar, urednik, pomočnik glavnega urednika in dopisnik v Moskvi (1978 - 1981). 